# Amir Khadir

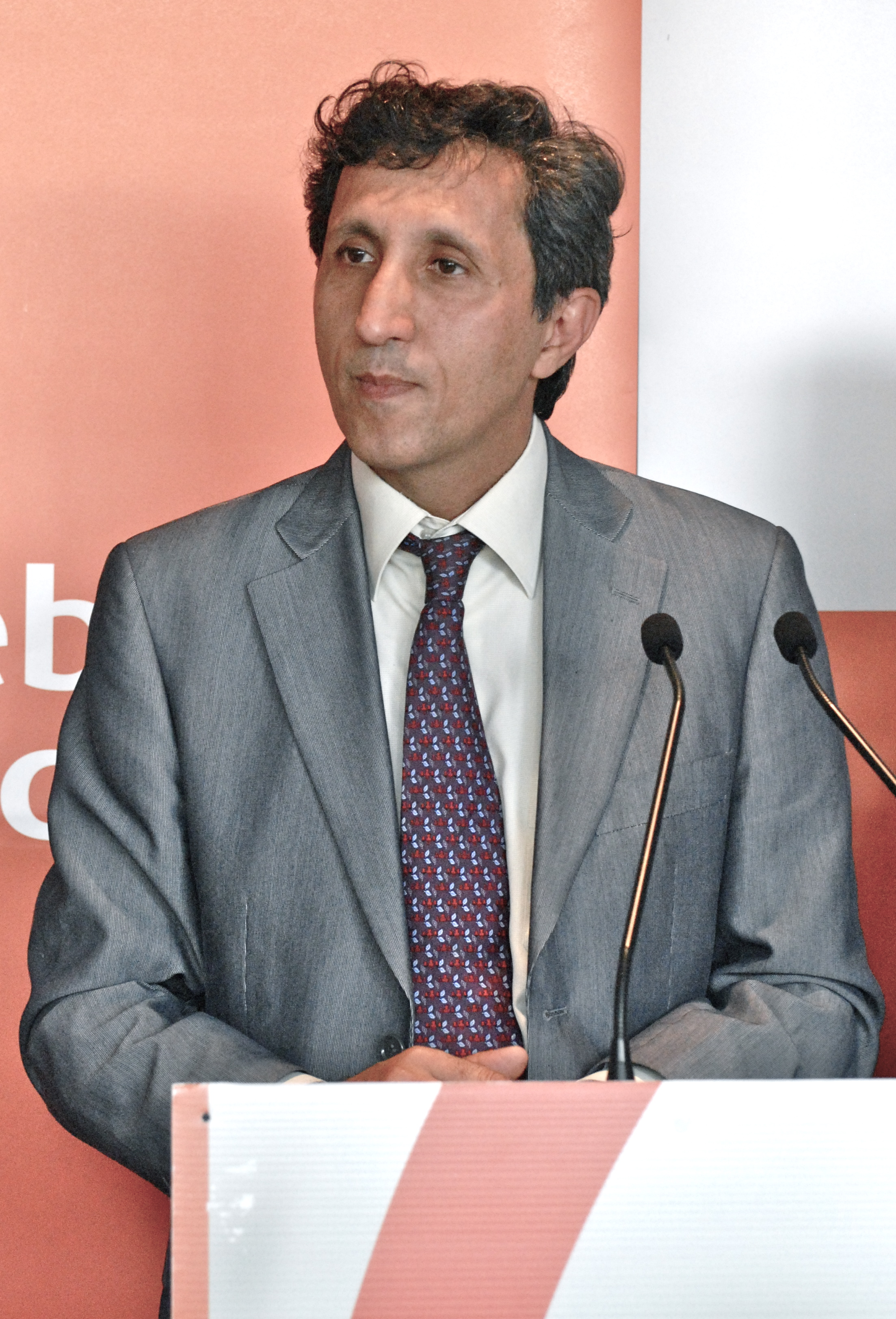
Amir Khadir 2012

Amir Khadir (persisch امیر خدیر; * 12. Juni 1961 in Teheran, Iran) ist ein kanadischer demokratischer sozialistischer Politiker und Arzt. Zwischen 2006 und 2012 war er neben Françoise David Vorsitzender der politischen Partei Québec solidaire. Von 2008 bis 2018 war er Abgeordneter der Nationalversammlung von Québec für den Wahlkreis Mercier. Zwischen 2004 und 2006 war er Vorsitzender der Partei Union des Forces Progressistes.

## Frühes Leben und Karriere
Khadir wurde 1961 in Teheran, Iran, geboren und wanderte im Alter von zehn Jahren nach Kanada aus. Er erhielt einen Bachelor-Abschluss in Physik an der Université de Montréal. Anschließend erwarb er einen Master-Abschluss in Physik an der McGill University. Anschließend studierte er Medizin an der Université Laval.
Nach seinem Abschluss wurde Khadir Spezialist für infektiöse Mikrobiologie. Er praktizierte Medizin im Krankenhaus Pierre-Le-Gardeur in Lachenaie, einem Stadtteil von Terrebonne. Während seiner medizinischen Laufbahn engagierte er sich in den Organisationen Médecins du Monde und Coalition des Médecins pour la Justice Sociale. Er leitete Operationen im Irak, in Afghanistan und Palästina für Médecins du Monde.
Khadir ist mit der Epidemiologin Nimâ Machouf verheiratet. Machouf hat sich auch in der Politik engagiert. Bei den Unterhauswahlen 2019 war sie Kandidatin der Neuen Demokratischen Partei im Wahlkreis Laurier-Sainte-Marie. Während der Studentenproteste in Québec 2012 wurde Khadirs Tochter Yalda neben mehreren anderen Demonstranten festgenommen.

## Politische Karriere
Khadir unterstützte die „Ja“-Seite im Québec-Referendum 1980. Bis Mitte der 1980er Jahre war Khadir ein engagierter Unterstützer der Volksmudschahedin. Später verließ er die Organisation, weil er sich der Anwendung von Gewalt widersetzte. 1997 war er Gründungsmitglied einer kleinen linken Partei in Quebec, der Rassemblement pour l'alternative progressiste (RAP). Khadir beteiligte sich später an der Gründung der politischen Partei Union des Forces Progressiste (UFP). Die UFP entstand durch den Zusammenschluss der RAP mit drei anderen kleinen politischen Parteien. Diese waren: die Parti communiste du Québec (Kommunistische Partei Québec), die Parti de la démocratie socialiste (PDS), früher die Neue Demokratische Partei von Québec, und die Québec-Mitgliedschaft der International Socialist Tendency. Bei der Provinzwahl 2003 war er Kandidat der UFP im Wahlkreise Mercier. Er erhielt über 5000 Stimmen und wurde Dritter. Er war der meistgewählte Kandidat der UFP bei dieser Wahl. Zwischen 2004 und 2006 war er Vorsitzender der UFP. 2006 fusionierte die UFP mit der politischen Altermondialismus-Bewegung Option Citoyenne, angeführt von Françoise David. Durch die Fusion entstand eine neue Partei, Québec solidaire. Khadir und David wurden die Vorsitzenden der neuen Partei. Bei der Provinzwahl 2007 kandidierte Khadir erneut im Wahlkreis Mercier, diesmal für Québec solidaire. Diesmal belegte er den zweiten Platz und erhielt über 8300 Stimmen. Bei der Provinzwahl 2008 besiegte Khadir den amtierenden Parti Québécois Daniel Turp. Er wurde das erste Mitglied von Québec solidaire, das in die Nationalversammlung von Québec gewählt wurde.
Eine Anfang Dezember 2010 für die Zeitungen Le Devoir und The Montreal Gazette durchgeführte Umfrage ergab, dass Khadir mit einer Zustimmungsrate von 45 % der beliebteste Politiker in Quebec war. Bis einem Interview von 2011 äußerte Khadir seine Ablehnung der Verwendung von Steuergeldern für eine bevorstehende königliche Tour durch Montreal und Quebec City durch den frisch verheirateten Prinzen William, Herzog von Cambridge, und Catherine, Herzogin von Cambridge, und bezeichnete sie als „Parasiten“. Khadir ist gegen die Monarchie.
2012 wurde Khadir wiedergewählt und erhöhte seine Unterstützung um über 5000 Stimmen. Nach der Provinzwahl 2012 trat er als Parteivorsitzender zurück.  Sein Nachfolger wurde André Frappier als Interimsvorsitzender und dann Andrés Fontecilla. 2014 wurde er erneut wiedergewählt. Bei der Provinzwahl 2018 trat er nicht mehr zur Wiederwahl an. Ruba Ghazal, ebenfalls aus Québec solidaire, wurde in seinen früheren Wahlkreis gewählt.